# Sport-Club Freiburg 2022-2023 (femminile)
Questa voce raccoglie le informazioni riguardanti la squadra femminile dello Sport-Club Freiburg nelle competizioni ufficiali della stagione 2022-2023.

## Divise e sponsor
La grafica era la stessa adottata dal Friburgo maschile. 
| Casa | Trasferta | Terza Divisa |

## Organigramma societario
Area tecnica
- Allenatore: Theresa Merk
- Vice allenatore:
- Preparatore dei portieri:

## Rosa
Rosa, ruoli e numeri di maglia come da sito ufficiale e sito della Federcalcio tedesca (DFB), aggiornati al 15 dicembre 2022.
| N. |                     | Ruolo | Calciatrice       |
| -- | ------------------- | ----- | ----------------- |
| 1  | Germania (bandiera) | P     | Lena Nuding       |
| 2  | Germania (bandiera) | D     | Lisa Karl         |
| 3  | Germania (bandiera) | D     | Alina Axtmann     |
| 4  | Germania (bandiera) | C     | Meret Felde       |
| 5  | Germania (bandiera) | D     | Kim Fellhauer     |
| 7  | Germania (bandiera) | C     | Chiara Bouziane   |
| 8  | Germania (bandiera) | C     | Selina Vobian     |
| 9  | Germania (bandiera) | C     | Janina Minge      |
| 10 | Svizzera (bandiera) | C     | Riola Xhemaili    |
| 11 | Germania (bandiera) | A     | Hasret Kayikçi    |
| 12 | Germania (bandiera) | P     | Rafaela Borggräfe |
| 13 | Germania (bandiera) | D     | Judith Steinert   |
| 16 | Germania (bandiera) | D     | Greta Stegemann   |
| 17 | Svizzera (bandiera) | A     | Svenja Fölmli     |
| 18 | Austria (bandiera)  | A     | Lisa Kolb         |

| N. |                       | Ruolo | Calciatrice         |
| -- | --------------------- | ----- | ------------------- |
| 19 | Germania (bandiera)   | D     | Jobina Lahr         |
| 19 | Austria (bandiera)    | C     | Annabel Schasching  |
| 20 | Slovacchia (bandiera) | D     | Jana Vojteková      |
| 21 | Germania (bandiera)   | D     | Samantha Steuerwald |
| 22 | Germania (bandiera)   | D     | Luisa Wensing       |
| 23 | Germania (bandiera)   | C     | Marie Müller        |
| 24 | Germania (bandiera)   | A     | Melina Reuter       |
| 25 | Germania (bandiera)   | D     | Victoria Ezebinyuo  |
| 26 | Canada (bandiera)     | P     | Gabrielle Lambert   |
| 27 | Germania (bandiera)   | A     | Giovanna Hoffmann   |
| 28 | Germania (bandiera)   | A     | Cora Zicai          |
| 30 | Germania (bandiera)   | C     | Alina Bantle        |
| 31 | Germania (bandiera)   | C     | Mia Büchele         |
| 32 | Germania (bandiera)   | P     | Jule Baum           |

## Calciomercato

### Sessione estiva
| Acquisti | Acquisti        | Acquisti     | Acquisti   |
| R.       | Nome            | da           | Modalità   |
| -------- | --------------- | ------------ | ---------- |
| D        | Judith Steinert | Hoffenheim   | definitivo |
| C        | Chiara Bouziane | Sand         | definitivo |
| C        | Selina Vobian   | MSV Duisburg | definitivo |

| Cessioni | Cessioni       | Cessioni   | Cessioni   |
| R.       | Nome           | a          | Modalità   |
| -------- | -------------- | ---------- | ---------- |
| P        | Kiara Beck     | Wolfsburg  | definitivo |
| A        | Ereleta Memeti | Hoffenheim | definitivo |

### Sessione invernale
| Acquisti | Acquisti           | Acquisti    | Acquisti   |
| R.       | Nome               | da          | Modalità   |
| -------- | ------------------ | ----------- | ---------- |
| P        | Gabrielle Lambert  | Montpellier | definitivo |
| C        | Annabel Schasching | Sturm Graz  | definitivo |

| Cessioni | Cessioni      | Cessioni     | Cessioni |
| R.       | Nome          | a            | Modalità |
| -------- | ------------- | ------------ | -------- |
| D        | Jobina Lahr   | Amburgo      |          |
| C        | Mia Büchele   | Basilea      | prestito |
| C        | Selina Vobian | MSV Duisburg | prestito |

## Risultati

### Frauen-Bundesliga

#### Girone di andata
| Arbitro: | Kost (Holzwickede) |

|             |           |                       |
| Andrade 18’ | Marcatori | 45+1’ Kolb 71’ Müller |

| Arbitro: | Wacker (Lehrensteinsfeld) |

|                       |           |                                                |
| Karl 36’ Bouziane 77’ | Marcatori | 7’ Feiersinger 52’, 75’ Prašnikar 69’ Martinez |

| Arbitro: | Lutz (Poppenhausen) |

|                                         |           |                              |
| Fölmli 8’ Minge 18’, 23’, 36’ Zicai 42’ | Marcatori | 62’ Baaß 78’ (rig.) Endemann |

| Arbitro: | Westerhoff (Bochum) |

|                                                        |           |                     |
| Hickelsberger-Füller 28’ Naschenweng 79’ De Caigny 82’ | Marcatori | 24’ Fölmli 45’ Kolb |

| Arbitro: | Breier (Zerf) |

|                          |           |                     |
| Minge 4’, 40’ Fölmli 38’ | Marcatori | 16’ Siems 43’ Wirtz |

| Arbitro: | Hussein (Bad Harzburg) |

|  |           |                                                                |
|  | Marcatori | 53’ Vojteková 67’ Bouziane 68’ Hoffmann 80’ Zicai 87’ Steinert |

| Arbitro: | Wildfeuer (Lubecca) |

|  |           |                                            |
|  | Marcatori | 23’ Schüller 63’ Viggósdóttir 70’ Zadrazil |

| Arbitro: | Diekmann (Essen) |

|             |           |                |
| Lührßen 28’ | Marcatori | 44’, 78’ Minge |

| Arbitro: | Söder (Norimberga) |

|                                         |           |               |
| Xhemaili 56’, 60’ Minge 68’ Kayikçi 90’ | Marcatori | 28’ Zielinski |

| Colonia 11 dicembre 2022, ore 13:00 CET 10ª giornata | Colonia          | 0 – 0 referto | Friburgo | Franz-Kremer-Stadion (1 630 spett.)\| Arbitro: \| Diekmann (Essen) \| |
| Arbitro:                                             | Diekmann (Essen) |               |          |                                                                       |

| Arbitro: | Michel (Magonza) |

|  |           |                                              |
|  | Marcatori | 4’ Pajor 9’ Popp 45’ Jónsdóttir 87’ Lattwein |

#### Girone di ritorno
| Arbitro: | Heimann (Gladbeck) |

|                                  |           |            |
| Minge 2’ Karl 66’ Steuerwald 80’ | Marcatori | 11’ Punsar |

| Arbitro: | Wacker (Lehrensteinsfeld) |

|                                         |           |             |
| Anyomi 17’, 50’ Reuteler 55’ Wamser 90’ | Marcatori | 83’ Kayikçi |

| Arbitro: | Wildfeuer (Lubecca) |

|                |           |              |
| Maier 47’, 57’ | Marcatori | 62’ Steinert |

| Arbitro: | Derlin (Bad Schwartau) |

|  |           |             |
|  | Marcatori | 90’ Kössler |

| Arbitro: | Heidenreich (Bad Schwartau) |

|                   |           |  |
| Baijings 55’, 79’ | Marcatori |  |

| Arbitro: | Kost (Holzwickede) |

|  |           |                  |
|  | Marcatori | 55’ (aut.) Felde |

| Arbitro: | Hussein (Bad Harzburg) |

|                                                                            |           |                                  |
| Rall 12’, 31’ Kumagai 18’ Simon 21’ Lohmann 29’, 37’ Schüller 80’ Bühl 84’ | Marcatori | 49’ Schasching 90’ (rig.) Müller |

| Arbitro: | Duske (Leverkusen) |

|          |           |              |
| Karl 59’ | Marcatori | 40’ Walkling |

| Arbitro: | Stremel (Barnten) |

|                    |           |              |
| Günster 70’ (rig.) | Marcatori | 67’ Xhemaili |

| Arbitro: | Heidenreich (Bad Schwartau) |

|             |           |                                           |
| Kayikçi 50’ | Marcatori | 10’ G. Puntigam 44’ Cerci 69’ S. Puntigam |

| Arbitro: | Derlin (Bad Schwartau) |

|                             |           |              |
| Pajor 8’ Janssen 44’ (rig.) | Marcatori | 35’ Steinert |

### DFB-Pokal
| Arbitro: | Reßler (Mannheim) |

|                                 |           |                              |
| Brückel 90+7’ Schumacher 120+1’ | Marcatori | 88’, 120’ Fölmli 93’ Kayikçi |

| Arbitro: | Wacker (Lehrensteinsfeld) |

|          |           |  |
| Minge 9’ | Marcatori |  |

| Arbitro: | Söder (Norimberga) |

|  |           |                                                          |
|  | Marcatori | 13’ Steinert 24’ (aut.) Landmann 79’ Kolb 83’ Steuerwald |

| Arbitro: | Wacker (Lehrensteinsfeld) |

|  |           |               |
|  | Marcatori | 90+7’ Kayikçi |

| Arbitro: | Michel (Magonza) |

|                                                          |           |           |
| Karl 4’ (aut.) Blomqvist 58’ Popp 84’ Janssen 90’ (rig.) | Marcatori | 42’ Minge |

## Statistiche

### Statistiche di squadra
| Competizione         | Punti | In casa | In casa | In casa | In casa | In casa | In casa | In trasferta | In trasferta | In trasferta | In trasferta | In trasferta | In trasferta | Totale | Totale | Totale | Totale | Totale | Totale | DR  |
| Competizione         | Punti | G       | V       | N       | P       | Gf      | Gs      | G            | V            | N            | P            | Gf           | Gs           | G      | V      | N      | P      | Gf     | Gs     | DR  |
| -------------------- | ----- | ------- | ------- | ------- | ------- | ------- | ------- | ------------ | ------------ | ------------ | ------------ | ------------ | ------------ | ------ | ------ | ------ | ------ | ------ | ------ | --- |
| Frauen-Bundesliga    | 24    | 11      | 4       | 1       | 6       | 19      | 23      | 11           | 3            | 2            | 6            | 17           | 24           | 22     | 7      | 3      | 12     | 36     | 47     | -11 |
| DFB-Pokal der Frauen | -     | 1       | 1       | 0       | 0       | 1       | 0       | 4            | 3            | 0            | 1            | 9            | 6            | 5      | 4      | 0      | 1      | 10     | 6      | +4  |
| Totale               | -     | 12      | 5       | 1       | 6       | 20      | 23      | 15           | 6            | 2            | 7            | 26           | 30           | 27     | 11     | 3      | 13     | 46     | 53     | -7  |

### Andamento in campionato
| Giornata  | 1 | 2 | 3 | 4 | 5 | 6 | 7 | 8 | 9 | 10 | 11 | 12 | 13 | 14 | 15 | 16 | 17 | 18 | 19 | 20 | 21 | 22 |
| --------- | - | - | - | - | - | - | - | - | - | -- | -- | -- | -- | -- | -- | -- | -- | -- | -- | -- | -- | -- |
| Luogo     | T | C | C | T | C | T | C | T | C | T  | C  | C  | T  | T  | C  | T  | C  | T  | C  | T  | C  | T  |
| Risultato | V | P | V | P | V | V | P | V | V | N  | P  | V  | P  | P  | P  | P  | P  | P  | N  | N  | P  | P  |
| Posizione | 3 | 7 | 5 | 4 | 4 | 4 | 5 | 5 | 4 | 4  | 5  | 5  | 5  | 5  | 5  | 6  | 6  | 6  | 6  | 6  | 6  | 6  |

Legenda:

Luogo: C = Casa; T = Trasferta. Risultato: V = Vittoria; N = Pareggio; P = Sconfitta.

### Statistiche delle giocatrici
| Giocatore     | Frauen-Bundesliga | Frauen-Bundesliga | Frauen-Bundesliga | Frauen-Bundesliga | DFB-Pokal der Frauen | DFB-Pokal der Frauen | DFB-Pokal der Frauen | DFB-Pokal der Frauen | Totale   | Totale | Totale      | Totale     |
| Giocatore     | Presenze          | Reti              | Ammonizioni       | Espulsioni        | Presenze             | Reti                 | Ammonizioni          | Espulsioni           | Presenze | Reti   | Ammonizioni | Espulsioni |
| ------------- | ----------------- | ----------------- | ----------------- | ----------------- | -------------------- | -------------------- | -------------------- | -------------------- | -------- | ------ | ----------- | ---------- |
| R. Adamczyk   | 0                 | 0                 | 0                 | 0                 | 0                    | 0                    | 0                    | 0                    | 0        | 0      | 0           | 0          |
| A. Axtmann    | 0                 | 0                 | 0                 | 0                 | 0                    | 0                    | 0                    | 0                    | 0        | 0      | 0           | 0          |
| A. Bantle     | -                 | -                 | -                 | -                 | -                    | -                    | -                    | -                    | -        | -      | -           | -          |
| J. Baum       | 0                 | 0                 | 0                 | 0                 | -                    | -                    | -                    | -                    | 0        | 0      | 0           | 0          |
| R. Borggräfe  | 10                | -16               | 0                 | 0                 | 2                    | -3                   | 0                    | 0                    | 12       | -19    | 0           | 0          |
| C. Bouziane   | 17                | 2                 | 0                 | 0                 | 4                    | 0                    | 0                    | 0                    | 21       | 2      | 0           | 0          |
| M. Büchele    | 5                 | 0                 | 0                 | 0                 | 2                    | 0                    | 0                    | 0                    | 7        | 0      | 0           | 0          |
| V. Ezebinyuo  | -                 | -                 | -                 | -                 | -                    | -                    | -                    | -                    | -        | -      | -           | -          |
| M. Felde      | 21                | 0                 | 7                 | 0                 | 5                    | 1                    | 0                    | 0                    | 26       | 1      | 7           | 0          |
| K. Fellhauer  | 6                 | 0                 | 0                 | 0                 | 1                    | 0                    | 0                    | 0                    | 7        | 0      | 0           | 0          |
| S. Fölmli     | 6                 | 3                 | 0                 | 0                 | 1                    | 2                    | 0                    | 0                    | 7        | 5      | 0           | 0          |
| G. Hoffmann   | 22                | 1                 | 2                 | 0                 | 5                    | 0                    | 0                    | 0                    | 27       | 1      | 2           | 0          |
| L. Karl       | 22                | 4                 | 2                 | 0                 | 5                    | 0                    | 0                    | 0                    | 27       | 4      | 2           | 0          |
| H. Kayikçi    | 19                | 3                 | 1                 | 0                 | 4                    | 2                    | 0                    | 0                    | 23       | 5      | 1           | 0          |
| L. Kolb       | 17                | 1                 | 0                 | 0                 | 5                    | 1                    | 1                    | 0                    | 22       | 2      | 1           | 0          |
| G. Lambert    | 3                 | -6                | 0                 | 0                 | 1                    | -4                   | 1                    | 0                    | 4        | -10    | 1           | 0          |
| J. Minge      | 22                | 9                 | 1                 | 0                 | 5                    | 2                    | 2                    | 0                    | 27       | 11     | 3           | 0          |
| M. Müller     | 19                | 2                 | 0                 | 0                 | 4                    | 0                    | 0                    | 0                    | 23       | 2      | 0           | 0          |
| L. Nuding     | 10                | -24               | 0                 | 0                 | 2                    | 0                    | 0                    | 0                    | 12       | -24    | 0           | 0          |
| M. Reuter     | 2                 | 0                 | 0                 | 0                 | 1                    | 0                    | 0                    | 0                    | 3        | 0      | 0           | 0          |
| A. Schasching | 10                | 1                 | 0                 | 0                 | 3                    | 0                    | 0                    | 0                    | 13       | 1      | 0           | 0          |
| G. Stegemann  | 20                | 0                 | 7                 | 0                 | 4                    | 0                    | 0                    | 0                    | 24       | 0      | 7           | 0          |
| J. Steinert   | 21                | 3                 | 2                 | 0                 | 5                    | 1                    | 1                    | 0                    | 26       | 4      | 3           | 0          |
| S. Steuerwald | 20                | 1                 | 1                 | 0                 | 5                    | 1                    | 1                    | 0                    | 25       | 2      | 2           | 0          |